# 我就是我
《我就是我》（又名“这就是我”）是在電影《大娛樂家》中由琪雅拉·賽特爾演唱的插曲，於2017年10月26日由大西洋唱片發行，被收录于专辑《大娛樂家：電影原聲帶》。这首歌曲曾经獲得第75屆金球獎最佳原創歌曲，並於第90屆奧斯卡金像獎入圍最佳原創歌曲獎，并用于美国NBC电视台2018年平昌冬奥会宣传片，以及平昌冬奥会花样滑冰项目闭幕式的集体表演中。

## 传播与流行
这首歌曲最早于2015年由休·傑克曼在澳大利亚"百老匯到奧茲國"巡演中公布。2017年，二十世纪福克斯邀請全球18位歌手及YouTube名人與原唱琪雅拉·賽特爾於英國倫敦一同演唱《这就是我》，並由麥可·格雷希擔任MV拍攝導演。其邀請名單中，包含了陳芳語、陳庭欣、朴善英和等多位名人。
这首歌曲的影响力不仅仅局限于电影界和娱乐界，还包括了传媒界和体育界。2018年2月，美国NBC环球所属的NBC體育宣布与二十世纪福克斯达成合作，并将这首歌曲用于NBC电视网2018年平昌冬奥会的系列宣传片当中，包括了当年2月7日举办的超级碗（英語：Super Bow）决赛期间的广告，使用琪雅拉·賽特爾的原唱版本。NBC体育集团首席市场官（CMO）詹妮•斯托姆（Jenny Storms）在一份声明中表示：“距离平昌冬奥会开幕还有不到一周的时间，《这就是我》是一首完美的歌曲，可以在人心的层面上将（超级碗）观众与冬奥运动员联系起来，这首鼓舞人心的歌曲是对我们所述的运动员从平凡到非凡历程的完美诠释。”
2018年2月25日，在平昌冬奥会花样滑冰项目闭幕式中，这首歌曲再度被用在最后一节的集体滑项目中。各国花样滑冰运动员，包括羽生结弦、哈维尔·费尔南德兹、隋文静、金博洋等选手在冰上热舞，最后大家抱成一团，高举手臂。
2019年3月21日，这首歌曲的原唱琪雅拉·賽特爾在阿联酋首都阿布扎比举办的第十五届世界夏季特奥会闭幕式上演唱了这首歌曲。

## 荣誉獎項
| 類別             | 頒獎日期      | 獎項           | 結果 | 參考   |
| ---------------- | ------------- | -------------- | ---- | ------ |
| 奧斯卡金像獎     | 2018年3月4日  | 最佳原創歌曲獎 | 提名 | [ 5 ]  |
| 評論家選擇電影獎 | 2018年1月11日 | 最佳歌曲獎     | 提名 | [ 20 ] |
| 喬治亞影評人協會 | 2018年1月12日 | 最佳原創歌曲獎 | 提名 | [ 21 ] |
| 金球獎           | 2018年1月7日  | 最佳原創歌曲獎 | 獲獎 | [ 22 ] |

## 榜单排名
| 排行榜（2017年－2018年）           | 最高名次 |
| ---------------------------------- | -------- |
| 澳大利亚 (ARIA)                    | 10       |
| 奥地利（Ö3四十强单曲榜）           | 53       |
| 比利时佛兰德（Ultratip榜外單曲榜） | 48       |
| 加拿大 （Canadian Hot 100）        | 87       |
| 62                                 |          |
| 爱尔兰(IRMA)                       | 19       |
| 新西兰 (Recorded Music NZ)         | 34       |
| 葡萄牙（葡萄牙唱片業協會单曲榜）   | 76       |
| 蘇格蘭（官方榜单公司單曲榜）       | 8        |
| 韩国国际榜单 (Gaon)                | 9        |
| 西班牙(PROMUSICAE)                 | 70       |
| 瑞典 (Sverigetopplistan)           | 4        |
| 瑞士（瑞士热门音乐榜）             | 63       |
| 英國（官方榜单公司單曲榜）         | 8        |
| 美国 （《公告牌》百强单曲榜）      | 58       |

## 翻唱版本

### 凯莎的翻唱版本
凯莎的翻唱版本于2017年12月22日发布，被收录于专辑《大娛樂家：重新想象》中，在澳大利亚排行榜(ARIA)上排名第71位；2018年12月20日发布MV，由贾里德·霍根（英語：Jared Hogan）执导。

#### 榜单排名
| 排行榜 (2018–2019)           | 最高名次 |
| ---------------------------- | -------- |
| 澳大利亚 (ARIA)              | 71       |
| 蘇格蘭（官方榜单公司單曲榜） | 54       |
| 美国 (《公告牌》百强单曲榜)  | 22       |

#### 销量
| 地區                           | 认证 | 认证单位/销量 |
| ------------------------------ | ---- | ------------- |
| 澳大利亚（澳大利亚唱片业协会） | 金   | 35,000‡       |

#### 发行历史
| 地区   | 日期           | 格式                | 厂标     | 參考   |
| ------ | -------------- | ------------------- | -------- | ------ |
| 多地   | 2017年12月22日 | 数字音乐下载 流媒体 | Kemosabe | [ 41 ] |
| 意大利 | 2018年1月8日   | 當代流行電台        | Warner   | [ 42 ] |

### 周深的翻唱版本
2020年12月31日，由中国大陆bilibili、央视频及香港TVB联播的《2020最美的夜跨年晚会》上，周深在交响乐队的伴奏下现场演唱了《This Is Me》。周深在介绍这首歌曲时候说的话#周深 不要因为自己不一样感到难过#登上微博热搜，现场演唱视频全站播放量超过10.1亿。歌曲音频随后亦收录在现场专辑《2020最美的夜 bilibili晚会》中发布于网易云音乐平台。

#### 榜单排名
| 歌曲 演唱者     | 排行榜 (2020-2021)         | 种类 | 最高名次 |
| --------------- | -------------------------- | ---- | -------- |
| This Is Me 周深 | 微博跨年晚会十大名场面     | 综合 | 2        |
| This Is Me 周深 | bilibili全区排行榜--音乐区 | 日榜 | 3        |
| This Is Me 周深 | 网易云音乐星云人气榜       | 日榜 | 3        |
| This Is Me 周深 | 网易云音乐飙升榜           | 日榜 | 7        |
| This Is Me 周深 | 网易云音乐新歌榜           | 日榜 | 31       |